# Wzgórza Dobrzenieckie
Wzgórza Dobrzenieckie – wzgórza w południowo-zachodniej Polsce, na Śląsku, na Przedgórzu Sudeckim, stanowiące mikroregion Wzgórz Niemczańsko-Strzelińskich.
Wzgórza Dobrzenieckie leżą w województwie dolnośląskim. Obszar Wzgórz objęty jest obszarem chronionego krajobrazu.

## Lokalizacja
Pasmo wzgórz położone jest po wschodniej stronie miejscowości Ciepłowody, w zachodniej części Wzgórz Niemczańsko-Strzelińskich. Od wschodniej strony wzgórza graniczą z Wzgórzami Lipowymi i Kotliną Henrykowską, od północy z Równiną Wrocławską, od zachodu z Wzgórzami Dębowymi i Szklarskimi, a od południa z Wysoczyzną Ziębicką.

## Opis
Jest to niewielkie pasmo wzgórz będące podjednostką Wzgórz Niemczańsko-Strzelińskich. Pasmo ma długość ponad 20 kilometrów i rozciąga się południkowo, od północnej granicy miejscowości Stolec na południu do okolic miejscowości Maleszów na północy. Są to niewysokie, w większości bezleśne wzniesienia, nieprzekraczające 400 m n.p.m., opadające łagodnie w kierunku wschodnim do doliny Małej Ślęzy. Zachodnie zbocza pasma ogranicza Żelowicka Struga i są one strome. Najwyższym szczytem pasma jest Cierniowa Kopa (384 m n.p.m.), położona na południowym krańcu pasma. Większe wzniesienia to: Babia Góra (357 m n.p.m.), Kawia Góra (Łysica, 339 m n.p.m.), Kamieńczyk (341 m n.p.m.), Twardziel (358 m n.p.m.).

## Budowa geologiczna
Wzgórza zajmują północno-wschodni fragment bloku przedsudeckiego, na oderwanym i wypiętrzonym fragmencie Masywu Czeskiego. Skały budujące Wzgórza powstały w czasie najstarszych ruchów górotwórczych i nie podlegały zmianom w czasie późniejszych fałdowań. Ostateczny wygląd wzgórza otrzymały w okresie epoki lodowcowej, kiedy to lądolód skandynawski naniósł w doliny grubą warstwę osadów. Wzgórza zbudowane są ze skał metamorficznych metamorfiku niemczańsko-kamienieckiego, są to łupki krystaliczne, głównie łupki dwułyszczykowe i gnejsy biotytowe z wkładkami gnejsów leptytowych, w których znajdują się wychodnie tzw. sjenitów niemczańskich, granitów i bazaltów.

## Rzeźba
Wzgórza charakteryzują się urozmaiconą rzeźbą terenu z ostrymi spadkami zboczy po stronie zachodniej, w które wcinają się doliny potoków i głębokie wąwozy o nawianych na krystaliczny rdzeń lessach. Naturalne odsłonięcia skalne są stosunkowo rzadkie i ograniczają się jedynie do zboczy i wciętych dolin potoków.

## Krajobraz
Krajobraz jest urozmaicony. Cały obszar pasma jest górzysty. Pasmo przedstawia krajobraz niskich gór z wyraźnie zaznaczonymi wzniesieniami, których strome zbocza ponacinane są dolinami potoków i głębokimi wąwozami. Wzniesienia są kopulaste z wyraźnym podkreśleniem stromych zboczy, część wzniesień zalesione. Większość obszaru zajmują użytki rolne. Krajobraz częściowo przeobrażony. Pierwotny niskogórski charakter krajobrazu częściowo został zachowany.

## Wody
Wzgórza Dobrzenieckie należą do zlewiska Morza Bałtyckiego, położone są w dorzeczu Odry, na obszarze zlewni Ślęzy. Największą rzeką zbierającą wody ze wschodnich zboczy wzgórz jest Mała Ślęza, prawostronny dopływy Ślęzy. Z zachodnich zboczy wody odprowadzane są przez Żelowicką Strugę.

## Klimat
Klimat podgórski jest typowy dla większości obszaru Wzgórz Niemczańsko-Strzelińskich, gdzie mieszają się cechy klimatu oceanicznego kontynentalnego i górskiego. Jest to klimat ciepły, łagodny, o umiarkowanej wilgotności. Przeważają wiatry zachodnie i południowo-zachodnie. Średnia temperatura w skali roku wynosi 8 °C. Najniższe temperatury notuje się w styczniu, najwyższe w lipcu. Średnioroczne opady wynoszą około 700 mm, maksymalne opady notuje się w lipcu, minimalne w styczniu. Czas zalegania pokrywy śnieżnej wynosi zaledwie 60 dni. Wilgotność powietrza jest umiarkowana i sprzyja wegetacji roślin. Okres wegetacyjny wynosi około 220 dni i jest jednym z dłuższych w Polsce.

## Roślinność i zwierzyna
Najwyższe partie wzgórz w środkowej i południowej części pokryte są lasami, w dużej części o składzie naturalnym, sztucznie odnawianym. W tych częściach składają się one z dębów, buków, brzóz i lip oraz sztucznie wprowadzanych monokultur świerkowych i sosnowych, które źle się tu utrzymują. W poszyciu występuje: bez czarny, jarzębina, leszczyna, wierzba siwa, a także chroniony wawrzynek wilczełyko. W runie spotykamy następujące gatunki: konwalia majowa, konwalijka dwulistna, przytulia wonna, gajowiec żółty, rogownica, borówka czarna. Naturalne zbiorowiska roślinne na zboczach oraz między wzniesieniami obniżenia są zniszczone działalnością człowieka, który zajął ten teren pod uprawy. Nielicznie zachowały się małe enklawy drzew liściastych i zarośli nadpotokowych i nadrzecznych oraz nasadzań przydomowych. Z ciekawych roślin występuje tu: paprotka zwyczajna, wrotycz pospolity, rozchodnik wielki i rozchodnik kaukaski, żmijowiec zwyczajny, dziurawiec, krwawnik pospolity, wierzbówka kiprzyca, lepnica rozdęta, dzwonki, starzec.
Faunę reprezentują ssaki: sarny, jelenie, dziki. Z mniejszych ssaków występują zające, bobry, tchórze, łasice, kuny, wiewiórki. Płazy i gady występujące w tym rejonie to zaskrońce, padalce, traszki i żaby. Na nasłonecznionych stokach występuje żmija zygzakowata.

## Miejscowości
U podnóża wzgórz po ich zachodniej stronie położone są wsie Bobolice, Rakowice, Karczowice, Ruszkowice, Podlesie, Piotrówek. Po wschodniej stronie wzgórz leżą wsie: Piotrowice Polskie, Baldwinowice, Kobyla Głowa, Ciepłowody, Brochocin, Dobrzenice, Błotnica, Żelowice, Kowalskie, Maleszów.

## Komunikacja
Drogi
- droga lokalna z Niemczy do Prus prowadząca zachodnim podnóżem w północnej części wzgórz.
- droga lokalna z Bobolic do Prus prowadząca wschodnim podnóżem.
- droga lokalna z Ciepłowodów do Przerzeczyna-Zdroju przecinająca wzgórza na południe od wzniesienia Kawia Góra.

Szlaki kolejowe
- wzdłuż zachodniego podnóża równolegle do wzgórz przechodzi nieczynna obecnie linia kolejowa z Kondratowic do Ząbkowic Śl.

## Turystyka
Przez wzgórza prowadzą szlaki turystyczne:
- żółty – fragment szlaku prowadzący z Niemczy do Białego Kościoła i dalej przechodzi przez północną część wzgórz.
- czarny – z Piławy Dolnej prowadzi przez południową część wzgórz do Ziębic.

## Zabytki
- Ciepłowody – zamek, pierwotny wzniesiony w XIV wieku jako obronna wieża mieszkalna otoczona murem kurtynowym.
- Ciepłowody – kościół parafialny św. Michała, wzmiankowany w 1318 r.
- Bobolice – zamek wzniesiony około 1615 r. jako rezydencja renesansowa.
- Bobolice – kościół parafialny MB Bolesnej wzniesiono jako drewniany w 1447 r.
- Brochocin – pałac barokowy, wzniesiony w początkach XVIII wieku.
- Dobrzenice – kościół filialny MB Różańcowej, obecny, gotycki, wzniesiono w końcu XIII wieku.
- Kobyla Głowa – dwór pierwotny renesansowy, wzniesiony w końcu XVI wieku.
- Piotrowice Polskie – kościół filialny MB Bolesnej, barokowy wzniesiono w 1795 r.
- Baldwinowice – dawna kuźnia.

## Atrakcje turystyczne
- Punkty widokowe w południowej, szczytowej partii wzgórz.
- Widokowa droga z Niemczy przez Wojsławice do Żelowic, której poszczególne odcinki obsadzone są lipami, gruszami, jabłoniami, czereśniami i platanami.
- Stare fortyfikacje z 1813 roku położone między Piotrowicami Polskimi a skrajem Bukowego Lasu.
- Park naturalistyczny w miejscowości Żelowice.